# Alimmainen Sankajärvi
Alimmainen Sankajärvi eller Sankajärvi är en sjö i Finland. Den ligger i kommunen Simo i landskapet Lappland, i den norra delen av landet, 600 km norr om huvudstaden Helsingfors. Alimmainen Sankajärvi ligger 83,7 meter över havet. Arean är 32,3 hektar och strandlinjen är 3,25 kilometer lång. Sjön  ingår i Simo älvs huvudavrinningsområde. 